# عبدالرحمن بن حجاج
عبدالرحمن بن حجاج، از اصحاب و شاگردان امامان شیعه بوده است که نزد جعفر صادق، موسی کاظم و علی بن موسی الرضا شاگردی کرده است. او از وکیلان جعفر صادق بوده است. او پس از جعفر صادق، وکالت موسی کاظم را نیز عهده دار بود. وی از قبیله بجلیه در کوفه است. از وی روایاتی در مدح توسط امامان شیعه گزارش شده است؛ در یکی از این روایات، جعفر صادق به او می گوید که در بین مردمان سخن بگو، که من دوست دارم شخصی چون تو در میان رجال شیعه شناخته شود. بر اساس برخی گزارشات؛ وی جزء افرادی بود که در جانشینی محمدتقی پس از علی بن موسی الرضا دچار اختلاف شدند. برخی برای او کتابی را نیز گزارش کرده اند که اصحاب اجماع از ان کتاب نقل هایی داشته اند. وی از متهمان به کیسانیه است ولی با این حال او را ثقه و جلیل القدر دانسته اند.

## شغل
شغل وی را فروشنده لباس شاپوری گزارش شده است. علاوه بر آن وی در قادسیه صاحب مزرعه‌ای بوده است.

## مرگ
او در دوران علی بن موسی الرضا، از دنیا رفت. اما برخی گزارش‌هایی را نقل کرده‌اند که او تا دوران امام محمد تقی زنده بوده است.